# Seznam perujskih pevcev resne glasbe
Seznam perujskih pevcev resne glasbe.

## A
- Luigi Alva

## F
- Juan Diego Flórez

## S
- Yma Sumac